# Spirama funestis
Spirama funestis är en fjärilsart som beskrevs av Butler 1884. Spirama funestis ingår i släktet Spirama och familjen nattflyn. Inga underarter finns listade i Catalogue of Life.